# Пацына (гмина)
Пацына (пол. Pacyna) — сельская гмина (волость) в Польше, входит как административная единица в Гостынинский повет, Мазовецкое воеводство. Население 4001 человек (на 2004 год).

## Демография
| Перепись                       | Всего   | Всего | Женщины | Женщины | Мужчины | Мужчины |
| ------------------------------ | ------- | ----- | ------- | ------- | ------- | ------- |
| Единицы                        | человек | %     | человек | %       | человек | %       |
| Население                      | 4001    | 100   | 2023    | 50,6    | 1978    | 49,4    |
| Плотность населения (чел./км²) | 44      | 44    | 22,3    | 22,3    | 21,8    | 21,8    |

## Сельские округа
1. Анатолин
2. Янувек
3. Люшин
4. Лущанувек
5. Пацына
6. Податкувек
7. Подчахы
8. Пшиляски
9. Радыча
10. Раковец
11. Ракув
12. Ремки
13. Робертув
14. Рыбе
15. Сейковице
16. Скшешевы
17. Сломкув
18. Воля-Пацыньска
19. Чеславув
20. Модель
21. Романув

## Соседние гмины
1. Гмина Гомбин
2. Гмина Керноза
3. Гмина Опорув
4. Гмина Санники
5. Гмина Щавин-Косцельны
6. Гмина Жыхлин